# Orlando Narváez
Orlando Narváez (Quito, 26 juni 1958) is een voormalig Ecuadoraans profvoetballer, die speelde als verdediger gedurende zijn loopbaan. Hij stapte later het trainersvak in.

## Clubcarrière
Narváez kwam onder meer uit voor Club Deportivo El Nacional. Met die club won hij vier landstitels in de jaren tachtig.

## Interlandcarrière
Narváez speelde in totaal vijf interlands voor Ecuador in de periode 1983-1985. Onder leiding van bondscoach Ernesto Guerra maakte hij zijn debuut op 26 juli 1983 in de vriendschappelijke thuiswedstrijd tegen Colombia (0-0), net als Hamilton Cuvi, Hans Maldonado, Gabriel Cantos, Wilson Armas en Tulio Quinteros.
| Interlands van Orlando Narváez            | Interlands van Orlando Narváez            | Interlands van Orlando Narváez            | Interlands van Orlando Narváez            | Interlands van Orlando Narváez            | Interlands van Orlando Narváez            |
| №                                         | Datum                                     | Wedstrijd                                 | Uitslag                                   | Competitie                                | Goals                                     |
| Als speler van Club Deportivo El Nacional | Als speler van Club Deportivo El Nacional | Als speler van Club Deportivo El Nacional | Als speler van Club Deportivo El Nacional | Als speler van Club Deportivo El Nacional | Als speler van Club Deportivo El Nacional |
| ----------------------------------------- | ----------------------------------------- | ----------------------------------------- | ----------------------------------------- | ----------------------------------------- | ----------------------------------------- |
| 1                                         | 26 juli 1983                              | Ecuador – Colombia                        | 0 – 0                                     | Vriendschappelijk                         | 0                                         |
| 2                                         | 29 juli 1983                              | Colombia – Ecuador                        | 0 – 0                                     | Vriendschappelijk                         | 0                                         |
| 3                                         | 10 augustus 1983                          | Ecuador – Argentinië                      | 2 – 2                                     | Copa América                              | 0                                         |
| 4                                         | 17 augustus 1983                          | Ecuador – Brazilië                        | 0 – 1                                     | Copa América                              | 0                                         |
| 5                                         | 1 september 1983                          | Brazilië – Ecuador                        | 5 – 0                                     | Copa América                              | 0                                         |

## Erelijst
Club Deportivo El Nacional
- Campeonato Ecuatoriano

1982, 1983, 1984, 1986